# Willy Claes
Willem Werner Hubert (Willy) Claes (ur. 24 listopada 1938 w Hasselt) – belgijski i flamandzki polityk oraz samorządowiec, parlamentarzysta, wicepremier i minister w rządzie federalnym, w latach 1994–1995 sekretarz generalny NATO.

## Życiorys
Pochodzi z rodziny muzyków, sam aktywnie udzielał się jako dyrygent. W 1960 ukończył studia z nauk politycznych i dyplomacji na Vrije Universiteit Brussel. Zaangażował się w działalność polityczną w ramach Belgijskiej Partii Socjalistycznej, szybko awansując w jej strukturach. W latach 1975–1977 pełnił funkcję jej przewodniczącego. Po dokonanych w 1978 rozłamie w partii został członkiem flamandzkiej Partii Socjalistycznej.
Od 1964 zasiadał w radzie swojej rodzinnej miejscowości. Między 1971 a 1994 był radnym Regionu Flamandzkiego (jako członek Cultuurraad i następnie Rady Flamandzkiej), a w latach 1968–1994 posłem do federalnej Izby Reprezentantów. Wielokrotnie obejmował stanowiska rządowe. Był ministrem edukacji (1972–1973), ministrem spraw gospodarczych (1973–1974, 1977–1981, 1988–1992) i ministrem spraw zagranicznych (1992–1994). Sprawował również urząd wicepremiera (1979–1980, 1980–1981, 1988–1994). W latach 1992–1994 przewodniczył Partii Europejskich Socjalistów.
We wrześniu 1994 został wyznaczony na sekretarza generalnego NATO w miejsce zmarłego Manfreda Wörnera. Funkcję tę objął w następnym miesiącu. Zrezygnował z tego stanowiska już w październiku następnego roku. Był jednym z socjalistycznych polityków zamieszanych w skandal korupcyjny z końca lat 80., związany z zamawianiem śmigłowców Agusta A109. Został skazany za udział w tym procederze na karę pozbawienia wolności z warunkowym zawieszeniem jej wykonania, orzeczono też m.in. czasowy zakaz pełnienia funkcji publicznych.
Zajmował później różne kierownicze stanowiska w przedsiębiorstwach i instytucjach (m.in. we Vlaamse Opera). W 2007 dołączył do rady dyrektorów belgijskiego oddziału Carrefoura.

## Odznaczenia
- Komandor Orderu Leopolda[8]
- Krzyż Wielki Orderu Leopolda II[8]
- Krzyż Wielki Orderu Zasługi Republiki Włoskiej (Włochy, 1973)[9]